# Dasol
Dasol é um município de  terceira classe de renda municipal (d) na província Pangasinan, nas Filipinas. De acordo com o censo de 1 de maio  de  2020 possui uma população de 31 355 pessoas e 7 586 domicílios.

## Bairros
Dasol é politicamente subdividido em 18 bairros.
- Alilao
- Amalbalan
- Bobonot
- Eguia
- Gais Guipe
- Hermosa
- Macalang
- Magsaysay
- Malacapas
- Malimpin
- Osmena
- Petal
- Poblacion
- San Vicente
- Tambak
- Tambobong
- Uli
- Viga